# Lofofora (coffret)
Pour le groupe, voir Lofofora.
Albums de Lofofora
Mémoire de singes
(2007) Monstre Ordinaire
(2011)
Ayant racheté les droits d'anciens albums de Lofofora, At(h)ome réunit dans un coffret cinq anciens albums du groupe : 
- leur premier EP (1993) ;
- leur premier album (1995) ;
- le CD de reprises de Double (2001) ;
- Le fond et la forme (2003) ;
- Les choses qui nous dérangent (2005).